# 조나단 맬렌
조너선 맬런(Jonathan Malen, 1987년 10월 23일 ~ )은 캐나다의 배우이다.
토론토에서 태어났다.

## 영화
- 헤이츠 (2012년) - 레이 역
- 록커 (2008년)
- 찰리 바틀렛 (2007년) - 조단 선더 역
- 테이크 더 리드 (2006년) - 커드 역
- 더 리버 킹l (2005년)
- Swarmed (2005)
- 퀸카로 살아남는 법 (2004년)
- 프랜서 (2001년)
- 로스트 소울 (2000년)